# Atlantisch orkaanseizoen 2010
Het Atlantisch orkaanseizoen 2010 had een meer dan gemiddelde activiteit als gevolg van een matige La Niña met het grootste aantal stormen met een naam sinds het Atlantisch orkaanseizoen 2005. De eerste tropische cycloon ontstond op 26 juni uit een tropische golf boven de Baai van Honduras. Tot nog toe hebben zich 21 tropische depressies, 19 tropische stormen, 12 orkanen en 5 majeure orkanen gevormd. Met het ontstaan van Tomas op 29 oktober deelt het seizoen wat betreft het aantal tropische stormen de derde plaats met het seizoen 1887 en het seizoen 1995. Alleen de seizoenen 2005 (27) en 1933 (21) waren actiever. Toen Tomas aanwakkerde tot orkaan, telde het seizoen 12 orkanen en is daarmee gedeelde tweede (samen met het seizoen 1969) op de lijst met seizoenen met de meeste orkanen achter het seizoen 2005. De eerste tropische cycloon, Alex vormde zich op 25 juni, promoveerde de volgende dag tot tropische storm en op 30 juni tot orkaan. Hij was de eerste orkaan in juni sinds 1995.

## Voorspelling
Op 9 december publiceerde Dr. Klotzbach van de Universiteit van Colorado zijn verwachting voor het komend seizoen. Aangenomen dat de El Niño, die de activiteit in het seizoen 2009 onderdrukte, verdwenen zal zijn op het hoogtepunt van het komende seizoen, verwacht hij een bovengemiddeld seizoen. Op 7 april 2010 bevestigde zijn team deze voorspelling in de verwachting dat de El Niño voorbij was en mogelijk zou kunnen omslaan in een La Niña en ook dat de temperatuur van het zeewater dermate opwarmde, dat een bovengemiddeld seizoen verwacht kon worden. Prof. Lian Xie van de Universiteit van Noord-Carolina deed op 26 april een soortgelijke voorspelling. Enkele dagen voor aanvang van het seizoen publiceerde de National Oceanic and Atmospheric Administration haar voorspelling voor het seizoen. Zij voorspelt een extreem actief seizoen ten gevolge van de opwarming van het zeewater in combinatie met afnemende schering op grote hoogte. De afname van schering boven het Atlantisch bassin hangt samen met het al dan niet optreden van een la Niña. Indien dit fenomeen optreedt – en de tekenen lijken daartoe steeds gunstiger te worden – dan zal dat zeker een gunstige factor zijn voor cyclogenese.

## Cyclonen

### Orkaan Alex

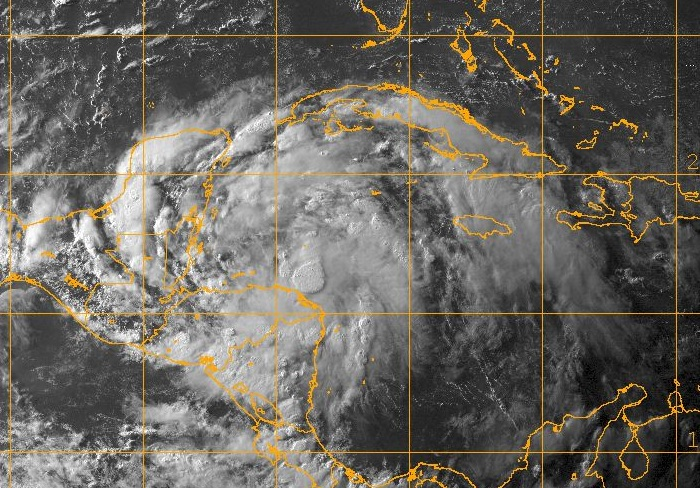
Tropische depressie 1 op het moment van haar cyclogenese op 25 juni, 22h45 UTC

Toen het seizoen twee weken oud was, vertrok een krachtige tropische golf van de Afrikaanse kust westwaarts en kwam gestaag tot ontwikkeling, ondanks de geringe breedte. Omdat het zeewater vrij warm was, er weinig schering stond op grote hoogte en er geen droge lucht vanuit de Sahara het systeem binnenstroomde, wist het systeem zich te handhaven tot oostelijk van de Bovenwindse Eilanden. Deze gunstige factoren zijn vrij uitzonderlijk voor de maand juni. Omdat er boven het oosten van de Caribische Zee een westzuidwestelijke straalstroom heerste, kon het systeem zich niet verder ontwikkelen en beperkte het zich tot ongeorganiseerde onweersbuien boven de Bovenwindse- en Benedenwindse Eilanden en de Grote Antillen. De tropische golf overleefde de straalstroom en koerste in de derde week van juni naar een hogedrukgebied op grote hoogte boven de Baai van Honduras, dat met zijn divergerende stroming een steeds gunstigere invloed begon uit te oefenen op de tropische golf. Op 25 juni schoof het systeem onder het hogedrukgebied, waarna de convectie zich goed kon organiseren en toen er een gesloten circulatie ontstond was er op de avond van 25 juni Tropische depressie 1. Aan de zuidwestflank van een hogedrukgebied boven het oosten van de Golf van Mexico zette zij koers richting Quintana Roo op het schiereiland Yucatan. Nadat het centrum van de depressie zich eerst nog op enige afstand naar het noordoosten gereorganiseerd had, wakkerde tropische depressie 1 op 26 juni aan tot tropische storm Alex. Het centrum bleef zich nog enige tijd reorganiseren, totdat er een verkenningsvliegtuig werd gestuurd dat het centrum van Alex goed kon vastleggen. Bovendien trof het vliegtuig een sterkere Alex aan, dan voorheen werd aangenomen met winden tot 102 km/uur en een minimale druk van 996 hPa. Enkele uren later rond 00.00 UTC 27 juni strandde Alex bij Belize-stad. Boven het schiereiland Yucatan nam de windsnelheid af, maar Alex' structuur bleef grotendeels behouden en daardoor duurde het toch enige tijd voordat Alex degradeerde tot tropische depressie. Alex koerste de Baai van Campeche binnen en wakkerde enkele uren later op 28 juni weer aan tot een tropische storm. Het sturende hogedrukgebied boven het zuidoosten van de Verenigde Staten werd intussen geërodeerd door een front boven het noordoosten van de V.S., waardoor de sturende krachten van het hoog afnamen. Het gevolg was, dat Alex meer naar het (noord)noordwesten bijdraaide en kruissnelheid begon te verliezen. Het front zorgde bovendien voor schering en aflandige aanvoer van drogere stabielere lucht, zodat Alex aan zijn westflank werd gehinderd in zijn ontwikkeling en was zijn krachtstoename beperkt. Toen het front was verdwenen, kon Alex op 30 juni promoveren tot orkaan. Omdat het front was verdwenen, bouwde zich zijn noordoostflank opnieuw hogedruk op, waardoor hij weer naar het westen geduwd werd. Alex werd een relatief grote cycloon, waar de windsnelheid achterbleef bij de luchtdruk, met windsnelheden tot 130 km/uur bij een minimale druk van 959 hPa, een druk die gewoonlijk wordt waargenomen bij majeure orkanen. Later die dag namen ook de windsnelheden toe tot 148 km/uur en rukwinden tot 185 km/uur. Alex nam vervolgens toe tot een orkaan van tweede categorie, gepaard gaande met windsnelheden tot 157 km/uur en rukwinden van 194 km/uur bij een druk van 947 hPa, waarna hij op 1 juli strandde bij Soto la Marina in Tamaulipas. Ondanks zijn botsing met de Sierra Madre Oriental bleef Alex toch nog een halve dag aan zijn orkaanstatus vasthouden, voor hij degradeerde tot tropische storm. Op 2 juli desintegreerde Alex volledig op enige honderden kilometers ten oosten van Zacatecas boven de oostelijke Sierra Madre. Desondanks werden er in Zacatecas nog doorstaande winden van tropische stormkracht gemeld, enige uren voordat de circulatie van Alex aan het aardoppervlak ontkoppeld werd van de circulatie in middelhoge lagen van de atmosfeer, waardoor Alex vanaf dat moment geen tropische cycloon meer was.

### Tropische depressie 2
In de eerste week van juli koerste een tropische golf over het westen van de Caribische Zee en het schiereiland Yucatan en volgde daarmee nagenoeg het pad, dat Alex had gevolgd. Het verschil was, dat de omstandigheden ongunstiger waren; er stond meer schering boven het systeem en er was geen hogedrukgebied op grote hoogte dat de cyclogenese bevorderde. Pas toen die schering afnam boven de westelijke Golf van Mexico kwam het systeem tot ontwikkeling en ontstond op 8 juli op 395 ten oosten van La Pesca tropische depressie 2. Tropische depressie 2 trok verder noordwestwaarts onder invloed van een hogedrukgebied boven het zuidoosten van de Verenigde Staten. Zij bleef slecht georganiseerd en wist niet aan kracht te winnen voordat zij op 8 juli strandde op 45 km ten noordoosten van Brownsville op de Texaanse kust met windsnelheden tot 56 km/uur bij een minimale druk van 1007 hPa. Nog dezelfde dag loste de depressie boven land snel op.

### Tropische storm Bonnie
In de derde week van juli naderde een tropische golf de noordelijke Bovenwindse Eilanden. Het systeem kwam slechts langzaam tot ontwikkeling, door een lagedrukgebied op grote hoogte ten westen van het systeem, dat een zuidwestelijke schering boven het systeem veroorzaakte en bovendien er drogere, stabielere lucht instroomde aan haar zuidwestflank. De onweersbuien namen in omvang toe, maar wisten zich niet te organiseren, terwijl het systeem westnoordwestwaarts verder trok ten noorden van de Grote Antillen. Op 21 juli begon de luchtdruk binnen het systeem dan eindelijk te dalen, ontstond er een lagedrukgebied, dat op 22 juli een gesloten circulatie vertoonde en voldoende was ontwikkeld om boven het Oude Bahamakanaal tot tropische depressie 3 te promoveren. Zij trok vervolgens noordwestwaarts aan de oostflank van het lagedrukgebied op grote hoogte en aan de zuidflank van een rug van hoge druk. Het lagedrukgebied zorgde voor convergerende luchtstromingen aan haar westflank, wat een snelle ontwikkeling in de weg stond. Toch wist zij op 23 juli aan te wakkeren tot tropische storm Bonnie. Bonnie bleef een ongeorganiseerd systeem, waarbij haar band met sterkste convectie door de schering ten noordwesten van haar centrum werd geblazen. Dezelfde dag strandde zij met windsnelheden tot 65 km/uur, rukwinden tot 83 km/uur en een minimale druk van 1008 hPa nabij Cutler Bay in Miami-Dade County.

### Tropische storm Colin
Op 29 juli begon het National Hurricane Center een tropische golf te monitoren in het oosten van de Atlantische Oceaan. Deze golf werd op 2 augustus opgewaardeerd tot de vierde tropische depressie van het seizoen, ondertussen midden in Atlantische Oceaan gelegen. Vroeg de volgende dag nam de depressie in kracht toe en ging over in een tropische storm en kreeg de naam "Colin".

### Tropische storm Gaston
Op 28 augustus ontwikkelde zich een krachtige tropische golf voor de westkust van Afrika. Analyse achteraf van de gegevens toonde aan dat de negende tropische depressie van het seizoen zich ontwikkelde op 1 september 0600 UTC. Het National Hurricane Center gaf echter pas om 1500 UTC die dag een advies uit. Negen uur daarna werd tropische depressie 9 door het National Hurricane Center opgewaardeerd tot tropische storm Gaston, maar analyse achteraf gaf aan dat het systeem al gedurende twaalf uur een tropische storm was. In het NHC rapport over de storm wordt aangegeven dat Gaston mogelijk nooit de status tropische storm heeft bereikt. ASCAT scatterometer gegevens ondersteunen slechts een intensiteit van rond 55 km/h. De tropische stormkracht windsnelheid voor de piek van Gaston werd hoofdzakelijk afgeleid uit intensiteitschattingen via de Dvoraktechniek.
In tegenstelling met de voorspellingen, werd de storm niet krachtiger. Droge lucht kreeg zijn invloed op de storm en veroorzaakte convectie waardoor de storm begon op te lossen. Gaston verzwakte snel door de droge lucht en was geen tropische storm meer rond middernacht (UTC) op 2 september, alhoewel initieel werd gerapporteerd dat het systeem terugviel naar tropische depressie vijftien uur later. Gaston viel verder uit elkaar door de effecten van de droge lucht en loste en ging over in een tropische golf op 2 september.

### Orkaan Igor
Igor was de sterkste tropische cycloon van het Atlantische orkaanseizoen 2010. De orkaan van het Kaapverdische type was erg groot en intens en raakte Bermuda als orkaan van eerste categorie. Vervolgens raakte de orkaan Newfoundland en was de meest schade aanrichtende orkaan in de recente geschiedenis van het eiland.

### Orkaan Shary
Op 23 oktober ontstonden er ongeorganiseerde onweersbuien ten noordoosten van de Bovenwindse Eilanden. Hoewel het cluster door een nabijgelegen front in de bovenlucht geholpen werd bij de ontwikkeling, gaven meteorologen het systeem weinig kans. Het buiencluster bewoog in westnoordwestelijke richting tussen een trog op grote hoogte aan zijn zuidwestflank en een rug van hoge druk ten noordoosten van het systeem. Op 25 oktober werden de omstandigheden al iets gunstiger, hoewel dit van tijdelijke aard zou zijn (de winden op grote hoogte tussen het bovengenoemde hogedrukgebied en de trog moeten precies goed staan om de aangevoerde lucht vanuit het onweerscluster af te voeren, zodat aan het aardoppervlak de luchtdruk kan gaan dalen, waardoor de onweersbuien zich beter kunnen organiseren). Een nieuwe kentering gebeurde op 27 oktober toen de omstandigheden zich verbeterden en het systeem ook enige ontwikkeling begon te vertonen. De volgende dag ontwikkelde in het systeem zich een lagedrukgebied aan het aardoppervlak en leek de stroming op grote hoogte geen belemmering meer te vormen om het systeem te doen uitgroeien tot een tropische of subtropische cycloon. Toen de circulatie zich op 29 oktober sloot rond het aan het aardoppervlak gevormde lagedrukgebied, was er voldoende convectie en organisatie aanwezig om het systeem te promoveren tot tropische cycloon. Omdat ook de winden stormkracht hadden bereikt, werd het systeem meteen gepromoveerd tot tropische storm Shary. Ondertussen schoof ten zuiden van Shary de trog boven in de atmosfeer door, waardoor Shary meer last kreeg van de schering, die nu vanuit het noordoosten waaide. Shary draaide op de uitloper van hoge druk naar het noorden en later naar het noordoosten richting Bermuda. Dat was reden genoeg om een verkenningsvliegtuig te sturen, dat verrassend genoeg een sterkere Shary ontwaarde. Ondertussen verscheen ten westen van Shary een front waardoor de schering weer van richting veranderde naar zuidelijke richtingen. Op 29 oktober passeerde Shary Bermuda en koerste met steeds grotere snelheid noordoostwaarts. Ondanks de schering (of dankzij het steeds wisselen van de richting van de schering) kon Shary haar convectie uitbouwen en begon de storm meer asymmetrie te vertonen. Omdat dit gepaard moest gaan met hardere windsnelheden dan door het verkenningsvliegtuig waargenomen, besloot het NHC op 30 oktober Shary te promoveren tot orkaan, hoewel dat op grond van de Dvoraktechniek alleen nooit gebeurd zou zijn.

### Orkaan Tomas
Op 27 oktober verscheen er halverwege de Canarische eilanden en de Bovenwindse Eilanden een krachtige tropische golf. Ondanks de tijd van het jaar waren de omstandigheden voor verdere ontwikkeling gunstig en na een paar dagen kwam het systeem, dat verder westnoordwestwaarts was getrokken tot een spectaculaire ontwikkeling. Op 29 oktober naderde het de Bovenwindse Eilanden terwijl het steeds beter georganiseerd raakte. Men besloot een verkenningsvliegtuig te sturen dat tropische storm Tomas aantrof. Evenals bij Shary werd het systeem meteen een naam gegeven. Tomas was volop in ontwikkeling, want nog tijdens de vlucht van het verkenningsvliegtuig nam Tomas in kracht toe en werden er door het NHC extra waarschuwingen en beschouwingen uitgegeven. Tomas begon een oog te vormen, terwijl hij op 30 oktober strandde op Barbados met windsnelheden van 110 km/uur en een minimale druk van 994 hPa, net onder de orkaandrempel. Na de passage over Barbados promoveerde Tomas tot de twaalfde orkaan van het seizoen, evenveel als het seizoen 1969. Orkaan Tomas is op 1 november 2010 weer gedegradeerd tot een tropische storm. Tomas zal naar verwachting rond 4 en 5 november promoveren tot een orkaan en zal waarschijnlijk richting Haïti en Dominicaanse Republiek gaan. Uiteindelijk is deze verwachting niet doorgegaan en is Tomas gedegradeerd tot een tropische depressie op 3 november. Depressie Tomas zal wel weer promoveren tot een tropische storm maar zou naar verwachting geen orkaankracht meer krijgen. Dat was verkeerd gedacht want toen Tomas vlak voor Haïti terechtkwam won hij weer aan kracht en werd weer gepromoveerd tot orkaan, maar nu bleef hij in de eerste categorie. Tomas koerste richting Haïti en zou daarna de Atlantische Oceaan opgaan. Tomas is inmiddels voorbij Haïti en heeft het land voor een groot deel gespaard. Alleen het zuidelijke punt is getroffen door orkaankracht, maar de rest van het land was alleen maar getroffen door matige tot zwakke tropische storm winden. 1,3 miljoen mensen die eerst in tenten woonden hadden voor hun eigen veiligheid beter onderdak gevonden. Port-au-Prince werd niet door orkaankracht getroffen, dus dat was een opluchting voor veel mensen. Voorbij Haïti, verder de Atlantische oceaan op, loste de orkaan op.

## Tijdlijn seizoen 2010
.

## Namen
De lijst met namen voor 2010 is hetzelfde als die van 2004, met dat verschil dat Colin, Fiona, Igor en Julia in de plaats zijn gekomen van Charlie, Frances, Ivan en Jeanne. De lijst van 2010 zal opnieuw in 2016 worden gebruikt, met uitzondering van de namen, die na dit seizoen van de lijst gehaald zullen worden. De namen Colin, Fiona, Igor, Julia, Paula, Richard, Shary, en Tomas werden dit seizoen voor het eerst gebruikt. De namen die van de lijst worden gehaald, zullen in de lente van 2011 bekend worden gemaakt. De volgende (sub)tropische orkaan, vermits hij ontstaat voor 1 januari 2011 zal de naam Virginie dragen. Mochten er zich dit seizoen nog drie tropische stormen ontwikkelen, dan zal de laatste vernoemd worden naar de eerste letter van het Griekse alfabet (alpha).
| - Alex - Bonnie - Colin - Danielle - Earl - Fiona - Gaston | - Hermine - Igor - Julia - Karl - Lisa - Matthew - Nicole | - Otto - Paula - Richard - Shary - Tomas - Virginie (niet gebruikt) - Walter (niet gebruikt) |